# Kengyuan
Kengyuan (kinesiska: 坑园) är en köping i sydöstra Kina. Den ligger i Lianjiang härad i provinshuvudstaden Fuzhou i provinsen Fujian, omkring 54 kilometer nordost om centrala Fuzhou. Antalet invånare är 16 163. Befolkningen består av 7 599 kvinnor och 8 564 män. Barn under 15 år utgör 13,0 %, vuxna 15-64 år 75 %, och äldre över 65 år 10,0 %.